# Álex Márquez

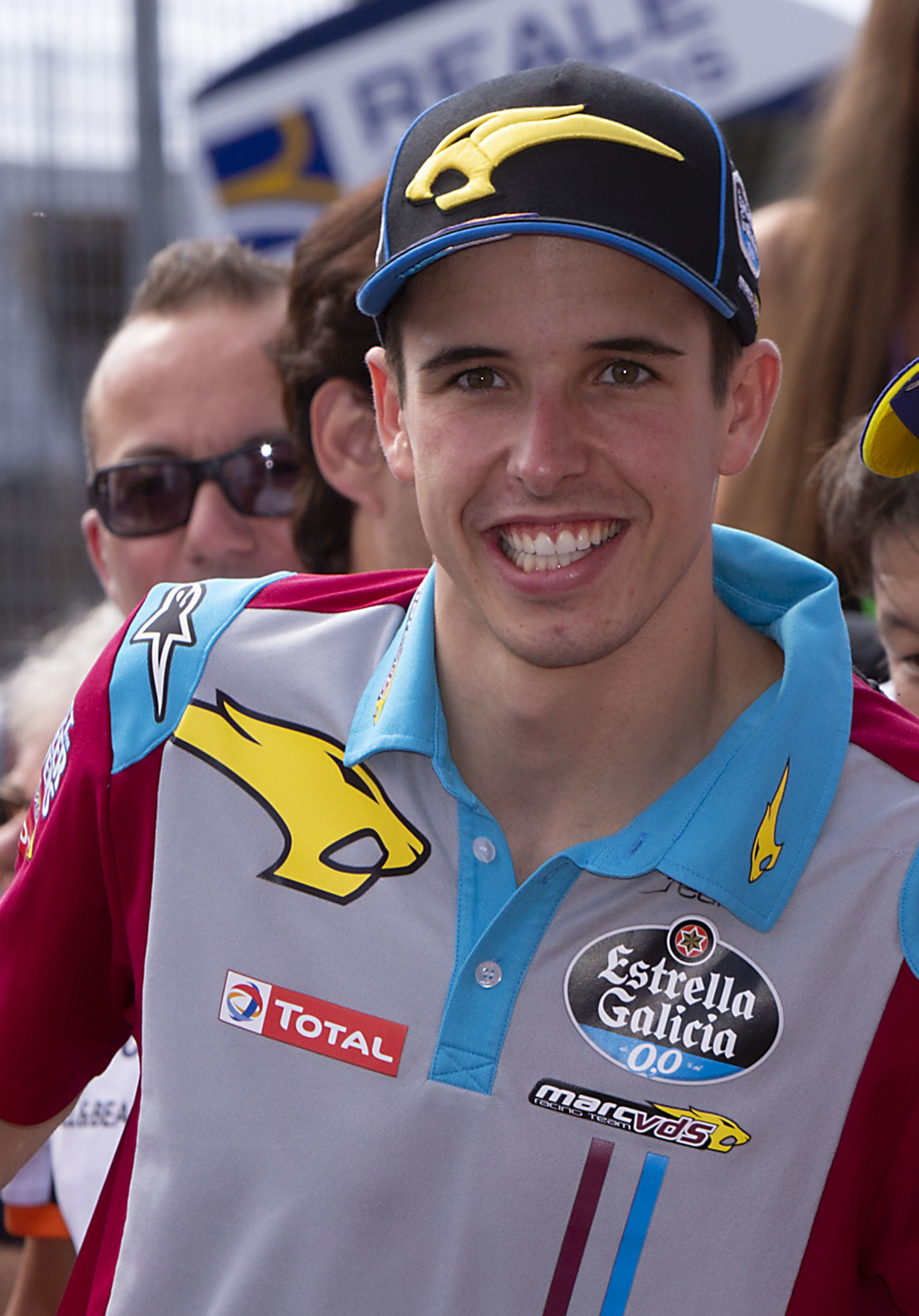
Álex Márquez, Brno 2019.

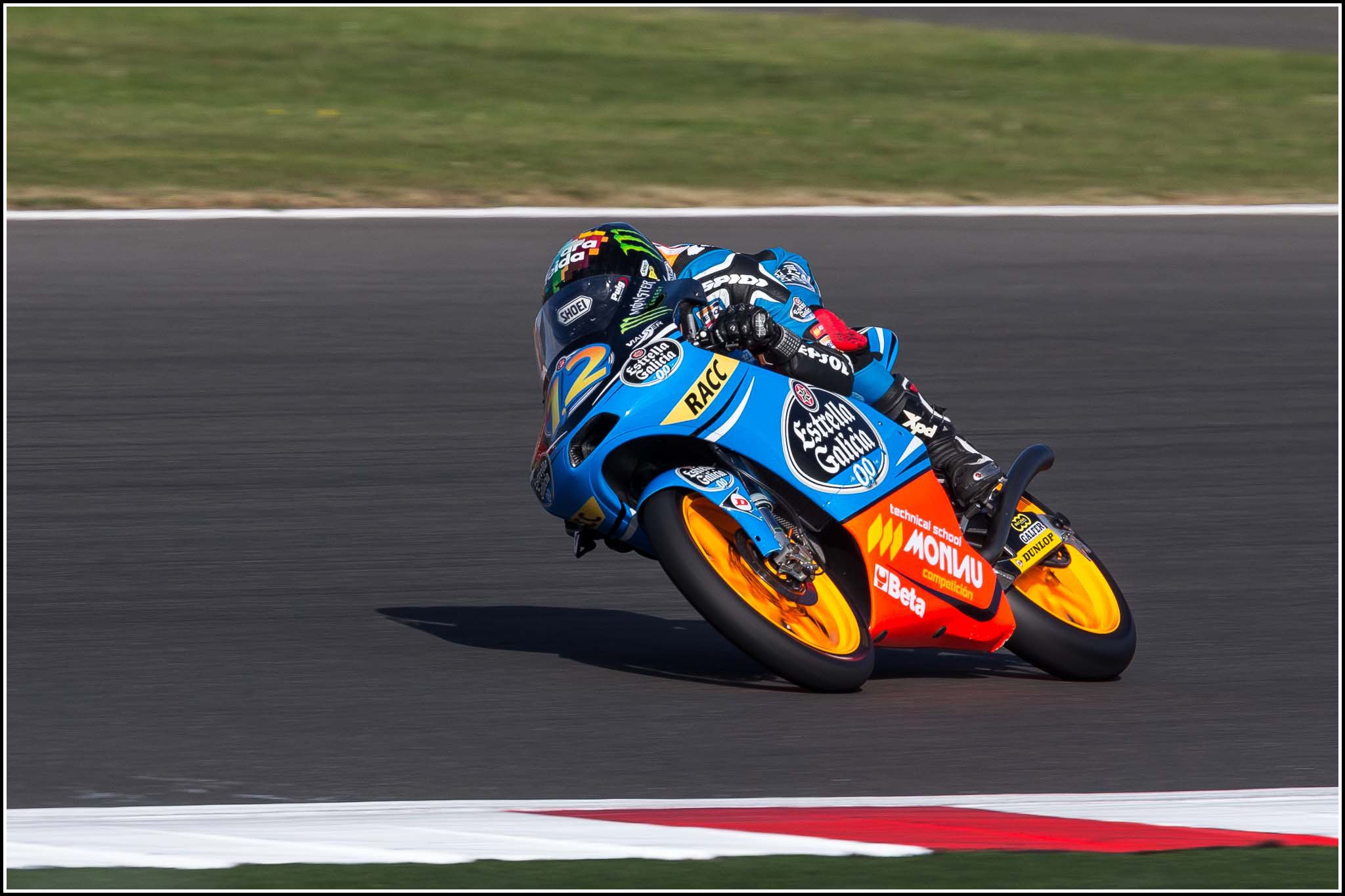
Álex Márquez, Silverstone, 2013.

Álex Márquez, född 23 april 1996 i Cervera i Katalonien, är en spansk roadracingförare som 2020 är fabriksförare för Repsol Honda i MotoGP-klassen. Han blev världsmästare Roadracing-VM 2014 i Moto3-klassen och Roadracing-VM 2019 i Moto2-klassen. Han är yngre bror till roadracingvärldsmästaren Marc Márquez. De enda bröder som båda blivit världsmästare i Grand Prix Roadracing. Bröderna Márquez var 2020 stallkamrater hos Repsol Honda och i 2024 var de stallkamrater i Gresini Racing.

## Tävlingskarriär
Márquez blev spansk mästare (CEV) i Moto3-klassen 2012. Han gjorde också inhopp för Estrella Galicia 0,0-teamet och Ambrogio Next Racing i Moto3-VM 2012 där han slutade på 20:e plats med 27 poäng. Roadracing-VM 2013 körde Márquez hela säsongen för Estrella Galicia 0,0 på en KTM. Han började säsonen bra och var ofta bland de fem bästa i racen. Första pallplatsen kom med andraplatsen i Indianapolis Grand Prix och den första Grand Prix-segern kom i Japans Grand Prix på Motegibanan. Márquez blev VM-fyra med 213 poäng.
Roadracing-VM 2014 fortsatte Márquez i samma team, men med Honda istället för KTM. Efter en hård kamp med Jack Miller blev Márquez världsmästare med två poängs marginal. Márquez tog VM-ledningen i den 14:e av 18 deltävlingar, Aragoniens Grand Prix. På en upptorkande bana ansåg både Miller och Márquez sig ha rätt till det torra spåret i en kurva. Miller kraschade och Márquez körde vidare till en andraplats i racet och en VM-ledning med 11 poäng före Miller. Ledningen förstärktes då Márquez vann nästa GP i Japan samtidigt som Miller blev femma. Miller spurtade starkt i de tre sista GP:na men Márquez kunde hålla undan efter ett dramatiskt sista race och vinna VM endast 2 poäng före Miller.
Roadracing-VM 2015 körde Márquez i Moto2-klassen för Marc VDS Racing på en Kalex med regerande Moto2-världsmästaren Esteve Rabat som stallkamrat. Márquez kom på 14:e plats i VM. Han fortsatte i samma stall 2016 och kom på 13:e plats i VM. Han fick dock fortsätta hos Marc VDS även säsongen 2017 och då började de goda resultaten komma. Marquez vann Spaniens Grand Prix, Kataloniens Grand Prix och Japans Grand Prix och kom på fjärde plats i VM. Säsongen 2018 fortsatte Márquez i samma team och tillhörde favoriterna till VM-titeln, men slutade på fjärdeplats. Han fortsättatte i samma team i Moto2 Roadracing-VM 2019. Säsongen började inte på bästa sett, men med start i Frankrike vann han fem av de sex följande tävlingarna. Han kund sedan bevaka VM-ledningen före Thomas Lüthi och den starkt spurtande Brad Binder med ytterligare några pallplatser och säkrade världsmästartiteln i Malaysias Grand Prix där han blev tvåa.

### MotoGP
Då MotoGP-föraren Jorge Lorenzo sent på säsongen meddelade att han skulle avsluta sin tävlingskarriär stod Repsol Honda med få alternativ för att ersätta honom till säsongen 2020. Honda valde att skriva kontrakt med Álex Márquez. Han blev därmed stallkamrat med sin äldre bror, den flerfaldige MotoGP-världsmästaren Marc Márquez.

### VM-säsonger
| Säsong | Klass  | VM- plac. | Poäng | 1/2/3- plac. | Starter | Motorcykel  | Team                          | Startnr |
| ------ | ------ | --------- | ----- | ------------ | ------- | ----------- | ----------------------------- | ------- |
| 2012   | Moto3  | 20        | 27    | - / - / -    | 11      | Suter Honda | Estrella Galicia 0,0          | 12      |
| 2013   | Moto3  | 4         | 213   | 1 / 1 / 3    | 17      | KTM         | Estrella Galicia 0,0          | 12      |
| 2014   | Moto3  | 1         | 278   | 3 / 6 / 1    | 18      | Honda       | Estrella Galicia 0,0          | 12      |
| 2015   | Moto2  | 14        | 73    | - / - / -    | 18      | Kalex       | Estrella Galicia 0,0 Marc VDS | 73      |
| 2016   | Moto2  | 13        | 69    | - / 1 / -    | 17      | Kalex       | Estrella Galicia 0,0 Marc VDS | 73      |
| 2017   | Moto2  | 4         | 201   | 3 / 2 / 1    | 17      | Kalex       | Estrella Galicia 0,0 Marc VDS | 73      |
| 2018   | Moto2  | 4         | 173   | - / 2 / 4    | 18      | Kalex       | EG 0,0 Marc VDS               | 73      |
| 2019   | Moto2  | 1         | 262   | 5 / 2 / 3    | 19      | Kalex       | EG 0,0 Marc VDS               | 73      |
| 2020   | MotoGP |           |       |              |         | Honda       | Repsol Honda Team             | 73      |

## Framskjutna placeringar
Uppdaterad till 2020-10-19.
| \| Nr \| Grand Prix \| År \| \| -- \| ---------- \| ---- \| \| 1 \| Frankrike \| 2020 \| \| 2 \| Aragonien \| 2020 \| |            |      |
| Nr | Grand Prix | År   |
| 1 | Frankrike  | 2020 |
| 2 | Aragonien  | 2020 |

| Nr | Grand Prix | År   |
| -- | ---------- | ---- |
| 1  | Spanien    | 2017 |
| 2  | Katalonien | 2017 |
| 3  | Japan      | 2017 |
| 4  | Frankrike  | 2019 |
| 5  | Italien    | 2019 |
| 7  | Katalonien | 2019 |
| 8  | Tyskland   | 2019 |
| 9  | Tjeckien   | 2019 |

| Nr | Grand Prix | År   |
| -- | ---------- | ---- |
| 1  | Aragonien  | 2016 |
| 2  | Tjeckien   | 2017 |
| 3  | Österrike  | 2017 |
| 4  | Amerika    | 2018 |
| 5  | Frankrike  | 2018 |
| 6  | Österrike  | 2019 |
| 7  | Malaysia   | 2019 |

| Nr | Grand Prix | År   |
| -- | ---------- | ---- |
| 1  | Italien    | 2017 |
| 2  | Qatar      | 2018 |
| 3  | Katalonien | 2018 |
| 4  | TT Assen   | 2018 |
| 5  | Valencia   | 2018 |
| 6  | Argentina  | 2019 |
| 7  | San Marino | 2019 |
| 8  | Aragonien  | 2019 |

| Nr | Grand Prix | År   |
| -- | ---------- | ---- |
| 1  | Japan      | 2013 |
| 2  | Katalonien | 2014 |
| 3  | TT Assen   | 2014 |
| 4  | Japan      | 2014 |

| Nr | Grand Prix     | År   |
| -- | -------------- | ---- |
| 1  | Indianapolis   | 2013 |
| 2  | Qatar          | 2014 |
| 3  | Argentina      | 2014 |
| 4  | Storbritannien | 2014 |
| 5  | San Marino     | 2014 |
| 6  | Aragonien      | 2014 |
| 7  | Australien     | 2014 |

| Nr | Grand Prix     | År   |
| -- | -------------- | ---- |
| 1  | Storbritannien | 2013 |
| 2  | San Marino     | 2013 |
| 3  | Aragonien      | 2013 |
| 4  | Valencia       | 2014 |